# Attaque et siège du centre antiterroriste de Bannu de 2022
Le 18 décembre 2022, les talibans pakistanais mènent une attaque contre un centre antiterroriste dans le district de Bannu, à Khyber Pakhtunkhwa. Ils prennent plusieurs officiers en otage, jusqu'au 20 décembre, date à laquelle les forces de sécurité pakistanaises prennent d'assaut le centre, libérant tous les otages et tuant 25 assaillants à l'intérieur. Deux officiers sont tués pendant le siège.

## Contexte
Une insurrection islamiste commence en 2004 dans les zones tribales administrées par le gouvernement fédéral et la province frontalière du nord-ouest, qui sont maintenant regroupés sous le nom de Khyber Pakhtunkhwa[réf. nécessaire]. Le district de Bannu est le lieu d'attentats en 2014 et en 2018.

## Attaque initiale

### Fuite et prise de pouvoir
Le 18 décembre 2022, des terroristes incarcérés dans un établissement du Département de lutte contre le terrorisme à Bannu Cantonment, au Pakistan, ont réussi à s'échapper de leurs cellules et ont retenu en otage le personnel de sécurité pendant plus de 48 heures,.
Un policier et un militaire ont été blessés lorsque les extrémistes "ont investi les lieux", selon une source officielle. Selon le porte-parole du gouvernement provincial, les militants ont exigé le passage en toute sécurité en Afghanistan par hélicoptère,.
Ils ont pris tous les travailleurs du centre en otage.

### Auteurs
Les talibans pakistanais ont revendiqué l'attentat.

### Réaction
Au cours de la conférence de presse, le porte-parole du département d'État américain Ned Price, tout en répondant à une question concernant la situation de Bannu, a offert une "assistance" au Pakistan et a déclaré que le gouvernement du Pakistan est un partenaire lorsqu'il s'agit de ces défis communs, y compris le défi des groupes terroristes à l'intérieur de l'Afghanistan.

## Siège

### Issue
Le 20 décembre à 12h30, le Special Service Group a lancé une opération au cours de laquelle tous les terroristes ont été tués et les otages ont été libérés. Le centre antiterroriste a été repris à 14h30 de l'après-midi,.